# Norfolk
Norfolque (em inglês: Norfolk) é um condado da Ânglia Oriental na Inglaterra. Tem fronteiras com o condado de Sufolque ao sul e os condados de Cambridgeshire e Lincolnshire ao oeste. A sede administrativa é Nórvico e as outras cidades no condado são King's Lynn, North Walsham, Cromer, Great Yarmouth, Thetford e Downham Market.
No noroeste do condado está Sandringham House, uma casa da família real britânica, e ao leste do condado é o parque nacional Norfolk Broads.
No norte do condado está Walsingham, localização de um santuário mariano importante, Nossa Senhora de Walsingham.